# Avarer
För de nutida kaukasiska avarerna, se avarer (kaukasiskt folk).

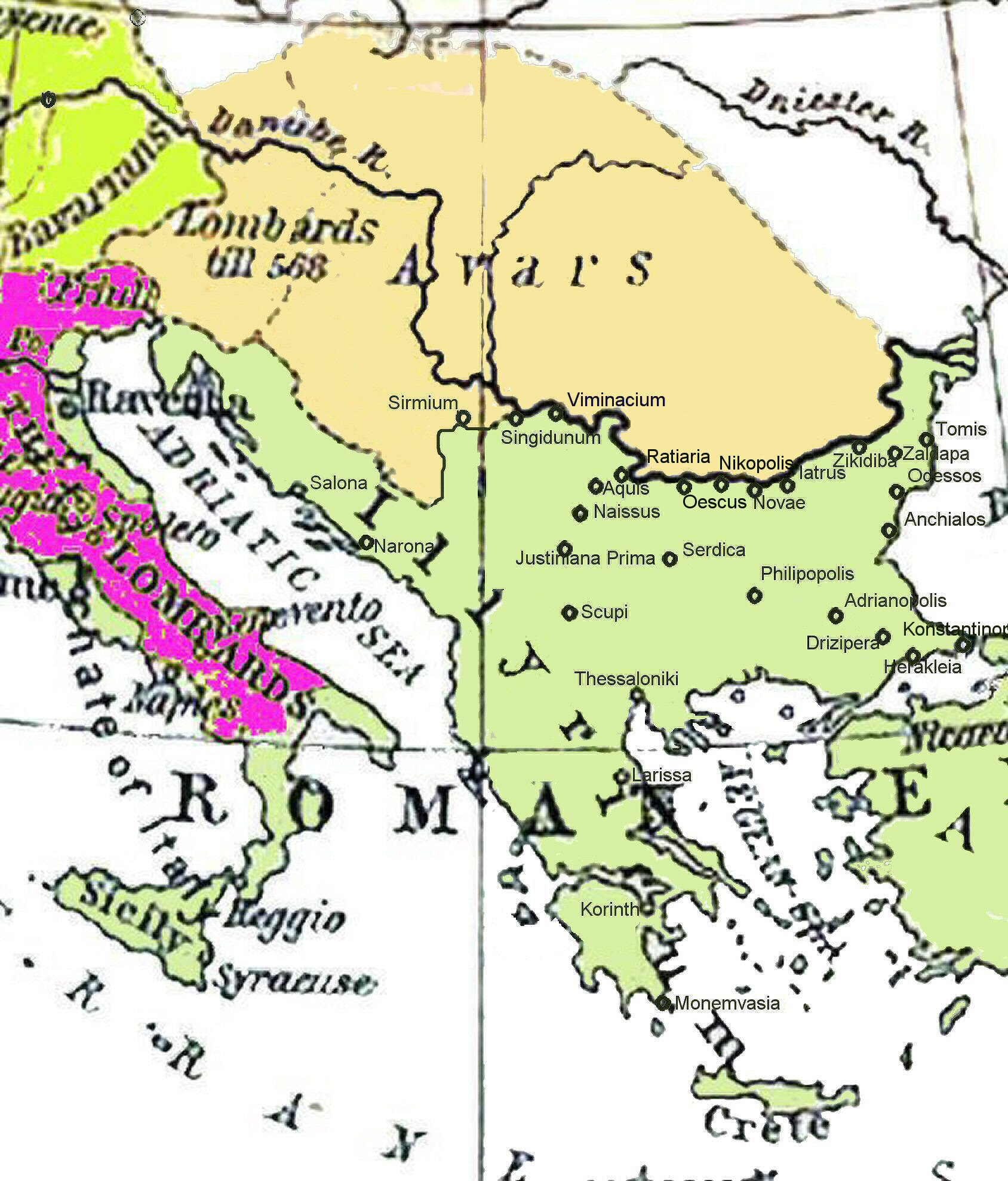
Avarernas rike på 600-talet

Avarerna var ett högasiatiskt, troligen med hunnerna besläktat nomadfolk av ural-altaiskt ursprung, vilket i kinesiska annaler omtalas i början av 400-talet e.Kr. Kort därefter erövrade de slättlandet vid Irtysj och omkring 460 trängde in i det kaspiska låglandet, där de under namnet ogorer slog sig ned vid Don och Azovska sjön. Sedan deras rike i Centralasien erövrats av altai-turkar 551, trängdes folket, som nu kallade sig avarer, alltmer västerut och begärde 557 boningsplatser av kejsar Justinianus I. På hans anvisning anföll de slaverna och bulgarerna vid nedre Donau, bröt sedan in i Pannonien och härjade ända fram till Elbe. 
Avarerna var fördelade i flera stammar, vilkas hövdingar alla lydde under den gemensamma konungen (chaganen). Med langobardernas konung Alboin kom chaganen Baian I 567 överens om ett gemensamt angrepp på gepidernas land. Sedan detta erövrats och langobarderna tågat till Italien 568, slog sig avarerna ned på deras och gepidernas forna boningsplatser i Pannonien och lade i grannskapet boende bulgarer och slaver som lydfolk under sitt välde. Här blev de snart farliga grannar till det östromerska riket. Deras härjningståg mot detta började 575 och fortsattes sedan i 50 år med växlande vapenlycka och många avbrott till följd av kortvariga tributfördrag. År 581 intog Baian I Sirmium, det östromerska rikets starkaste värn mot barbarernas härjningar i västra Illyrien, 598 förhärjade avarerna Dalmatien, 619 visade de sig utanför Konstantinopels murar och 626 företog de i förbund med perserna, som härjade på den asiatiska sidan av staden, en månadslång belägring av huvudstaden. Tillbakaslagna därifrån av kejsar Herakleios såg de sin makt hastigt minska. Deras bulgariska och slaviska lydfolk gjorde sig oavhängiga, och västerifrån ansattes de av frankerna. Först Karl den store lyckades emellertid fullständigt bryta deras makt. Som straff för att de understött den upproriske hertig Tassilo av Bayern, företog Karl 791 ett härnadståg fram till Rába, och 796 stormade hans son Pippin avarernas mellan Donau och Tisza belägna fasta ståndläger, som genom vallar och pålverk var delat i sju koncentriska ringar, av vilka den innersta omslöt chaganens residens och de under århundradens plundringståg hopade skatterna.
Bulgarerna krossade under bulgarkhanen Krums (802–807) de sista spillrorna av deras makt, och snart försvinner avarernas namn ur historien; det spåras sista gången 873. Möjligen fortlever en under folkvandringarna till Kaukasus undanträngd spillra av avarernas folk i det transkaukasiska distriktet Avarien.